# Cantone di Saint-Nicolas-de-la-Grave
Il Cantone di Saint-Nicolas-de-la-Grave era una divisione amministrativa dell'arrondissement di Castelsarrasin.
È stato soppresso a seguito della riforma complessiva dei cantoni del 2014, che è entrata in vigore con le elezioni dipartimentali del 2015.
Comprendeva i comuni di:
- Angeville
- Castelferrus
- Castelmayran
- Caumont
- Cordes-Tolosannes
- Coutures
- Fajolles
- Garganvillar
- Labourgade
- Lafitte
- Montaïn
- Saint-Aignan
- Saint-Arroumex
- Saint-Nicolas-de-la-Grave